# Грицевич Володимир Стефанович
Грицевич Володимир Стефанович (нар. 17 травня 1955, м. Збараж, Україна) — український педагог і вчений у галузі математичної суспільної географії, кандидат географічних наук (2000), доцент Львівського національного університету імені Івана Франка, член Наукового товариства імені Шевченка (2004), дійсний член Українського географічного товариства. Співавтор визначення Географічного центра України (2003). Співавтор атласного видання «Львів. Комплексний атлас» (2011).

## Життєпис
Народився в сім'ї освітян. Мати — Ірина Грицевич (Онукевич) походить з м. Збараж Тернопільської області. Батько — Степан Грицевич походить з с. Мацьковичі, Надсяння (тепер ПНР).

### Освіта
У 1972 році закінчив із золотою медаллю середню школу № 1 (тепер Гімназія імені Маркіяна Шашкевича) м. Чорткова Тернопільської області, а також заочну фізико-математичну школу при Київському університеті імені Тараса Шевченка. У 1977 році закінчив з відзнакою факультет прикладної математики і механіки Львівського університету імені Івана Франка.

### Наукові ступені і звання
У 2000 році отримав науковий ступінь кандидата географічних наук, у 2004 році — вчене звання доцента.

### Кар'єра
- 1977—1978 — інженер-програміст Обчислювального центру Львівського університету імені Івана Франка.
- 1978—1985 — завідувач міжфакультетської комп'ютерної лабораторії Львівського університету імені Івана Франка.
- 1985—1993 — науковий співробітник Львівського університету імені Івана Франка.
- 1993—2003 — асистент географічного факультету Львівського університету імені Івана Франка.
- Від 2003 року — доцент географічного факультету Львівського університету імені Івана Франка.

## Науково-педагогічна діяльність

### Участь у визначенні Географічного центра України
- 1994 — першим серед українських науковців встановив, що Географічний центр України знаходиться на території Черкаської області.
- 2002 — взяв участь у науково-практичній експедиції «Географічні центри України».
- Квітень-грудень 2003 року — учасник робочої групи з визначення Географічного центра України. Географічний центр України, як центр ваги її території визначений у селі Мар'янівка Черкаської області і затверджений наказом Держкомприроди України № 95 від 20 травня 2005 року.

### Науково-педагогічні здобутки[1]
Опублікував понад 250 наукових та науково-методичних праць (понад 50 з них у фахових виданнях за переліком МОН України). Співавтор двох авторських свідоцтв про винахід. Був науковим керівником понад 50 дипломних і магістерських робіт. Під його керівництвом та у співавторстві з ним студенти опублікували понад 30 наукових праць. Четверо дипломників стали кандидатами географічних наук, причому двоє з них під науковим керівництвом Володимира Грицевича. Був співавтором низки атласних видань:
- «Навчально-краєзнавчий атлас Львівської області», 1999.
- "Навчально-краєзнавчий атлас Тернопільської області «, 2000.
- „Львів. Комплексний атлас“, 2011.

### Головні наукові праці[2][3]
- Curvature of motor transport space as a cause and effect of its transformation / Київський географічний щорічник. Вип. 8. 2013. К.: КВ УГТ, 2013. С.213-217.
- Transport and logistic potential of the Western Ukrainian borderland / Journal of Geography, Politics and Society, 2017, 7(2). P.81-86. (у співавт.)
- Motor transport network of Western region of Ukraine as a factor of development of tourism industry / Вісник Харківського національного університету імені В. Н. Каразіна. Серія „Геологія. Географія. Екологія“. Вип. 50. Харків, 2019. С.91-100. (у співавт.)
- Підходи до математико-географічного вивчення суспільно-географічного положення / Наукові записки Тернопільського державного педагогічного університету. Серія: Географія, № 2. Тернопіль, 2000. С. 46-50.
- Система ієрархічних форм геопросторової організації територіальних суспільних комплексів / Часопис соціально-економічної географії, № 6(1). Харків, 2009. С.55-61.
- Визначення координат Географічного Центра України / Сучасні проблеми прикладної математики та інформатики»] (Львів, 2009 р.). Львів: Видавничий центр ЛНУ імені Івана Франка, 2009. С. 70-71.
- Головні категорії та поняття суспільно-географічного пізнання дійсності / Часопис соціально-економічної географії, № 9(2). Харків, 2010. С.19-24.
- Тополого-географічний аналіз регіонального устрою України / Наукові записки Тернопільського національного педагогічного університету. Серія: Географія, № 2. Тернопіль, 2011. С. 60–66.
- Методи математико-географічного моделювання територіальної мобільності населення / Часопис соціально-економічної географії. Вип. 10(1). Харків, 2011. С.53-57.
- Густота населення. М. 1:150 000 [карта] / Львів: комплексний атлас. К.: ДНВП «Картографія», 2011. С. 81.
- Перспективи залізничної круїзної діяльності в Україні / Стратегія розвитку туризму в XXI столітті у контексті вирішення глобальних проблем сучасності. Львів: ЛІЕТ, 2014. С.186-190.
- Геопросторова організація логістичної системи в оптимізаційній транспортній задачі / Вісник ЛНУ. Серія: Географія, 2016, Вип. 50. С.131-140.
- Геоекономічне та геополітичне позиціювання України на початку 21-го століття / Бінтел, № 2(6). Київ, 2017. С. 8-14.
- Політико-географічні погляди Омеляна Терлецького в контексті подій та геополітичних ідей першої половини ХХ століття / Бінтел [Архівовано 11 лютого 2021 у Wayback Machine.], № 2(6). Київ, 2018. С. 69-76.
- Антропоторія як конкретний об'єкт дослідження суспільної географії / Суспільна географія: наукові традиції і сучасні виклики. Львів: ЛНУ імені Івана Франка, 2018. С.87-91.
- Тринітарний підхід до розуміння предмета дослідження суспільної географії / В. С. Грицевич // Науковий вісник Херсонського державного університету. Серія: географічні науки. 2019, Вип. 11. Херсон. С.25-30.
- Урбаністичні гнізда як осередки геоторіальної організації суспільства / В. С. Грицевич // Суспільно-географічні чинники розвитку регіонів. Луцьк, 2020. С.8-10.

### Головні наукові ідеї автора
- Метод кількісної оцінки економіко–географічного положення.
- Наногеографічний напрямок в суспільній географії.
- Класифікація видів сучасної інформаційної діяльності.
- Аналітичні моделі ієрархічних форм територіального устрою.
- Метод визначення кривизни автотранспортного простору.
- Математико-географічна модель територіальної мобільності населення.
- Геопросторові поєднання столиць держав світу.
- Організація залізничних круїзів в Україні.
- Принцип географізму в наукових дослідженнях.
- Тринітарний підхід до розуміння предмета дослідження в суспільній географії.
- Урбаністичні гнізда, як осередки геоторіальної організації суспільства.

## Науково-громадська діяльність
- 1981—1987 — член Львівської обласної ради молодих учених і спеціалістів.
- Від 1993 року — дійсний член Українського географічного товариства.
- Від 2004 року — член Наукового товариства імені Шевченка.
- Від 2014 року — засновник та адміністратор Всеукраїнської професійної суспільно-географічної фейсбук-спільноти «Геопросторова організація суспільства».

## Відзнаки
Тричі нагороджений «Подякою ректора Львівського національного університету імені Івана Франка» за багаторічну сумлінну працю та вагомі здобутки у науковій і педагогічній діяльності.